# Cilunculus sekiguchii
Cilunculus sekiguchii is een zeespin uit de familie Ammotheidae. De soort behoort tot het geslacht Cilunculus. Cilunculus sekiguchii werd in 1983 voor het eerst wetenschappelijk beschreven door Nakamura & Child. 